# アントニオ・デ・ウジョーア

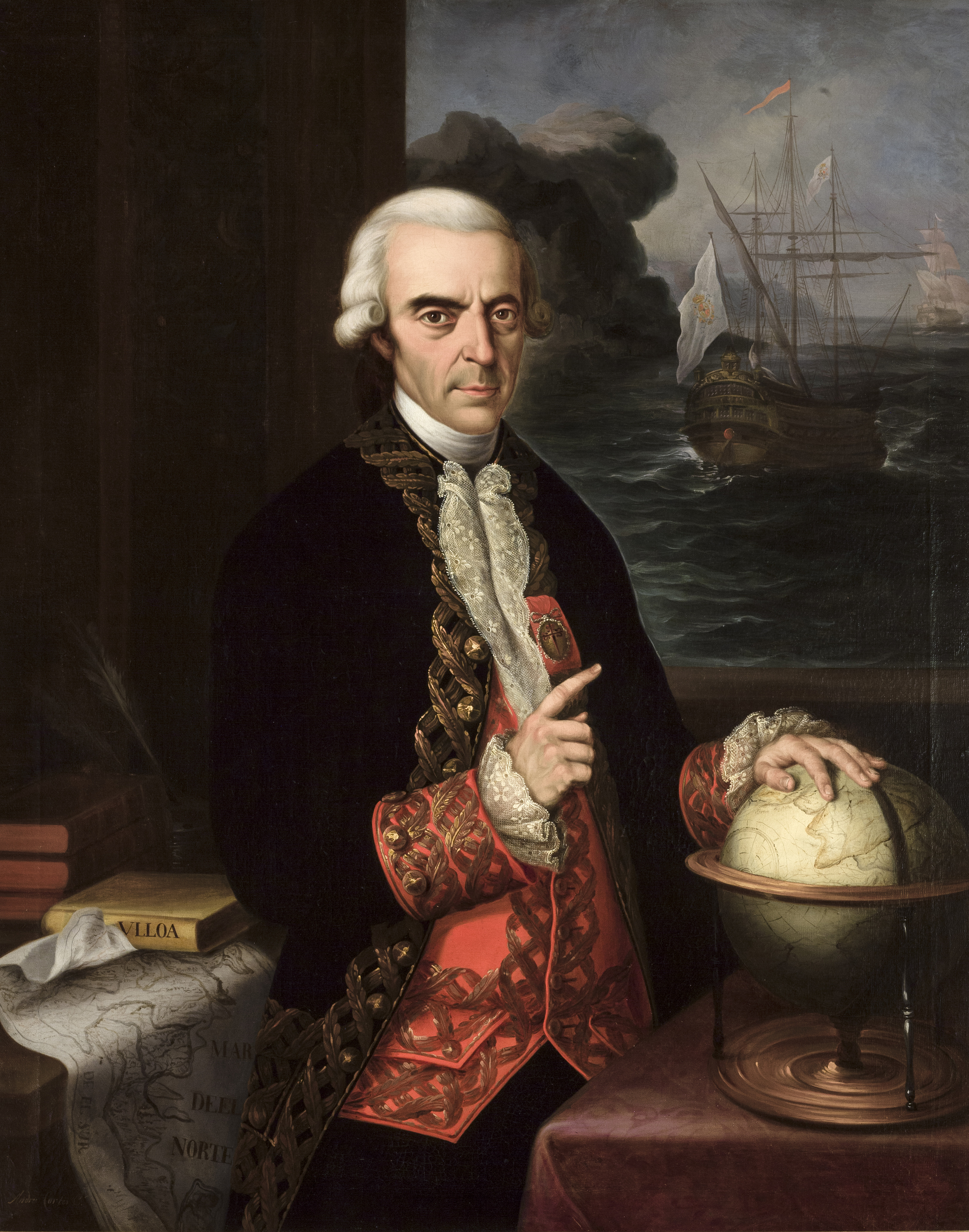
アントニオ・デ・ウジョーア

ミッター・デル・ムンドにあるアントニオ・デ・ウジョーアの胸像

アントニオ・デ・ウジョーア（Antonio de Ulloa、1716年1月2日 - 1795年7月3日）はスペインの軍人、探検家、天文学者、最初のルイジアナの行政長官である。1735年にペルーに渡り、1744年までそこにとどまり、1748年『南米諸王国紀行』を出版した。プラチナ鉱石についての記述があるためプラチナの発見者とされる。

## プロフィール
セビリアに生まれた。1733年海軍に入隊。1735年、ホルヘ・フアン・イ・サンタシリア(Jorge Juan y Santacilia)とともにフランス科学アカデミーによる測地遠征隊の一員としてペルーに渡り、子午線弧長の測量に従事した。1736年から1744年まで南米に留まった。その間コロンビアのピント川の近くで、プラチナが発見されたことを帰国後フワンとの共著として出版した「南米諸王国紀行」に記録した。
南米ペルーのワンカベリカの施政官として、1758年に赴任1764年までその地位にあった。
1762年にスペイン領になったルイジアナの初代行政長官として、1766年3月5日ニューオーリンズに赴任したが、フランス系住民はスペインの支配を認めず反乱をおこしたため、ウジョーアはルイジアナから逃げねばならなかった。その後は海軍の軍人を勤めた。スペイン南部のカディスのレオン島で没した。

## 訳書
- 『南米諸王国紀行』 牛島信明訳・増田義郎注解、「17・18世紀大旅行記叢書8」岩波書店、1991年。ISBN 9784000088084。